# Euclidia fumata
Euclidia fumata är en fjärilsart som beskrevs av Hirschke 1910. Euclidia fumata ingår i släktet Euclidia och familjen nattflyn. Inga underarter finns listade i Catalogue of Life.